# Jérémy Leveau
Jérémy Leveau (Argentan, 17 april 1992) is een Frans wielrenner die anno 2024 rijdt voor Van Rysel-Roubaix Lille Métropole.

## Carrière
In 2014 werd Leveau nationaal kampioen op de weg bij de beloften. Hij liep op dat moment al stage bij Roubaix Lille Métropole. Een jaar later werd hij, namens die ploeg, onder meer vierde in Parijs-Troyes en twaalfde in de Grand Prix Pino Cerami.
In 2017 werd Leveau derde in de wegwedstrijd tijdens de nationale kampioenschappen, achter Arnaud Démare en Nacer Bouhanni. Later dat jaar werd bekend dat hij in 2018 de overstap zou maken naar Delko Marseille Provence KTM. In zijn tweede seizoen bij de Franse ploeg werd hij onder meer veertiende in de Classic Loire-Atlantique.

## Overwinningen
2014
 Frans kampioen op de weg, Beloften

## Resultaten in voornaamste wedstrijden
|      | \| Jaar \| Parijs-Roubaix \| Parijs-Tours \| \| ---- \| -------------- \| ------------ \| \| 2018 \| \| 98e \| \| 2019 \| opgave \| \| \| 2020 \| \| 21e \| \| 2021 \| \| 30e \| \| 2022 \| \| 30e \| \| 2023 \| \| 26e \| \| 2024 \| \| opgave \| |              |
| Jaar | Parijs-Roubaix | Parijs-Tours |
| 2018 | | 98e          |
| 2019 | opgave |              |
| 2020 | | 21e          |
| 2021 | | 30e          |
| 2022 | | 30e          |
| 2023 | | 26e          |
| 2024 | | opgave       |

## Ploegen
- 2014 –  Roubaix Lille Métropole (stagiair vanaf 1-8)
- 2015 –  Roubaix Lille Métropole
- 2016 –  Roubaix Métropole européenne de Lille
- 2017 –  Roubaix Lille Métropole
- 2018 –  Delko Marseille Provence KTM
- 2019 –  Delko Marseille Provence
- 2020 –  Natura4Ever-Roubaix-Lille Métropole
- 2021 –  Xelliss-Roubaix Lille Métropole
- 2022 –  Go Sport-Roubaix Lille Métropole
- 2023 –  Van Rysel-Roubaix Lille Métropole
- 2024 –  Van Rysel-Roubaix

Areruya · Combaud · De Rossi · Di Grégorio · El Fares · Fernández · Filosi · Finetto · Guérin · Jones · Kasperkiewicz · Leveau · Madrazo · Martinez · Michajlov · Moreno · Rodríguez · Šiškevičius · Smukulis · Trarieux · Fedeli (stagiair) · Meyer (stagiair) · Rochas (stagiair)
Areruya · Combaud · De Rossi · El Fares · Fedeli · Fernández · Filosi · Finetto · Grosu · Guérin · Jones · Kasperkiewicz · Leveau · Moreno · Navardauskas · Rochas · Schmidt · Šiškevičius · Trarieux · Carr (stagiair) · Delettre (stagiair) · Guichard (stagiair)